# Cécile Vogt
Cécile Vogt-Mugnier (Annecy, França, 27 de març del 1875 – Cambridge, Anglaterra, 4 de maig del 1962) fou una de les més destacades neuròlogues del seu temps. Es va casar amb el neuròleg alemany Oskar Vogt, amb qui va compartir la seva passió per la investigació del cervell humà. És notable la seva contribució en la recerca sobre el tàlem cerebral.

## Educació i carrera
Cécile Mugnier va néixer a Annecy, un poble a les muntanyes de l'Alta Savoia francesa. Als deu anys va morir el seu pare, fet que potser va influir en el seu caràcter independent. Va obtenir el doctorat en Medicina a la Universitat de París el 1900, sota la supervisió de Pierre Marie, mentre treballava a l'Hospital Bicêtre. En aquell temps només un 6% dels estudiants que optaven al doctorat eren dones, tot i que ja feia trenta anys que les dones eren acceptades a la facultat de Medicina. A l'Hospital de Bicêtre va conèixer el que seria el seu marit, Oskar Vogt; tots dos van estar investigant sobre el procés de formació de la mielina sobre les cèl·lules nervioses. Cécile Vogt va escriure una dissertació sobre el resultat de les seves recerques i sobre els teixits del còrtex cerebral dels gats, titulat Étude sur la myelination of hémishères cérébraux. El 16 de gener del 1920 va convalidar el seu títol de doctora a Berlín, sense haver de passar cap examen ni fer l'habitual any de pràctiques, ja que la publicació de la seva dissertació li havia donat fama suficient.
Malgrat aquest reconeixement no va aconseguir feina fins al 1919, any en què va començar a tenir una posició remunerada a l'Institut Kaiser Wilhelm i on es va quedar fins al 1937. Allà era considerada com una científica extraordinària, però la seva paga era tan minsa que només es va mantenir gràcies als ingressos del seu marit i, sovint la seva passió per la investigació, va fer que col·laborés gratuïtament.

## Contribucions a la ciència

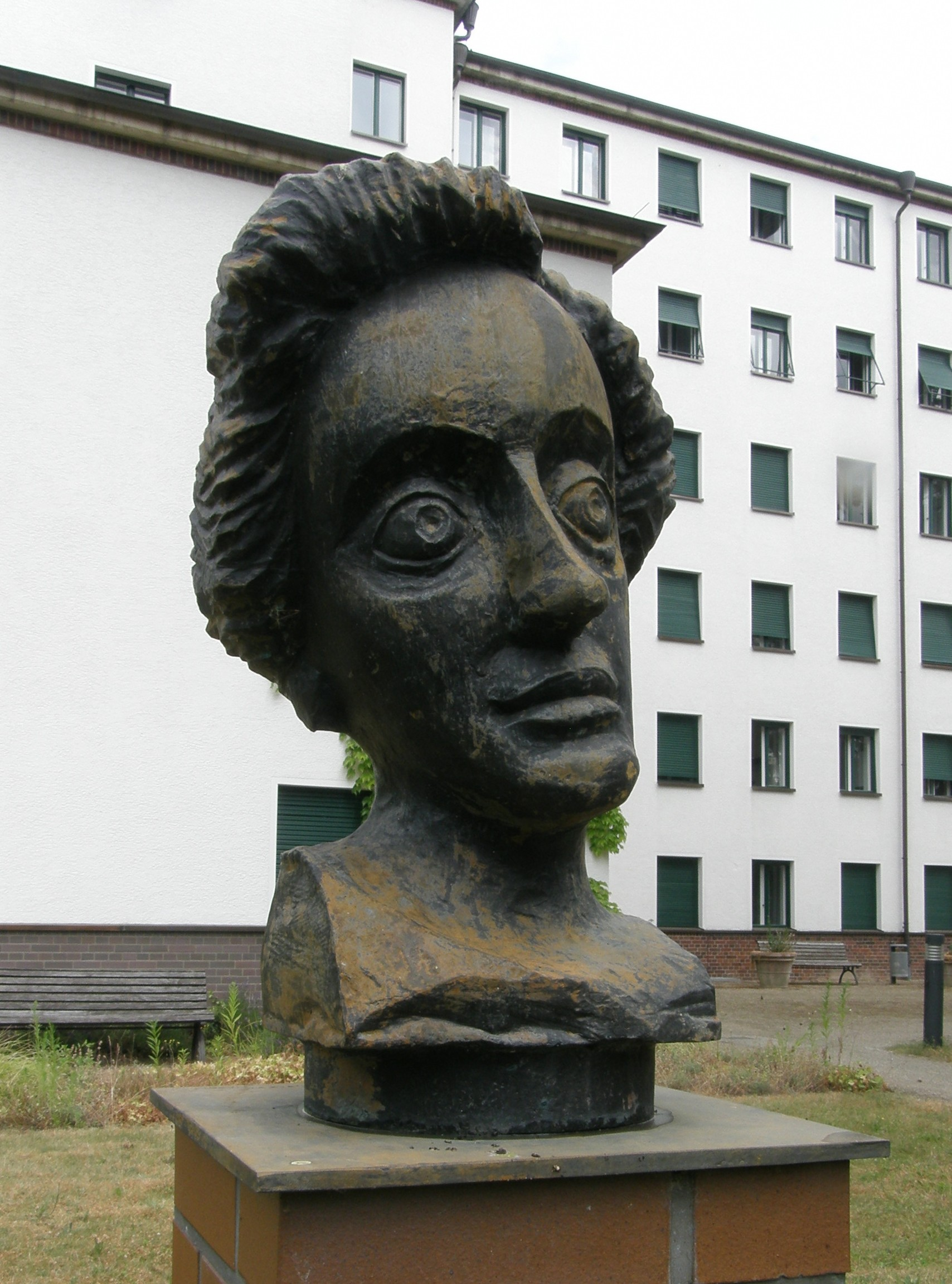
Bust de bronze de Cécile Vogt-Mugnier, situat al campus de la Facultat de Biomedicina Berlin-Buch.

El principal interès de Cécile i Oskar Vogt va ser la identificació de les diferents regions del neocòrtex tenint en compte tant els criteris funcionals com els estructurals. Cécile i el seu marit intentaven precisar la localització exacta de cada part del cervell i relacionar-la amb les seves funcions específiques. Aquest va ser el motiu dels seus treballs experimentals amb electrosetimulació en el cervell de 150 simis. En la seva tasca investigadora, va col·laborar durant un temps Korbinian Brodmann.
La primera publicació sobre les investigacions del matrimoni va ser una monografia sobre la formació de la mielina en la part anterior del cervell dels gats. Les seves descobertes van dur als Vogt a posar en dubte la teoria sobre els centres d'associació de Paul Flechsig. Junts van anar avançant en les seves investigacions i van publicar un llibre sobre la citoarquitectura en el sistema nerviós central, la formació de mielina i l'anatomia dels ganglis basals.
El 1909, Cécile Vogt va publicar La myelocytoarchitecture du thalamus du cercopithèque, on descrivia els seus estudis sobre els cercopitecs i amb el qual va donar a conèixer el traçat de diverses fibres aferents del nucli ventral del tàlem.
El 1911, Cécile Vogt va redescobrir l'anomenat status marmoratus, situant-lo en el cos estriat del cervell com a responsable dels moviments característics d'aquest status: espasmòdics, lents i sense propòsit de les mans i la cara. Aquesta síndrome ja havia estat descrita per Gabriel Anton el 1896, però els escrits d'aquest autor van atreure poca atenció mentre que l'informe de Cécile Vogt va ser l'inici de la recerca sobre la patologia dels ganglis basals del còrtex prefrontal. Va continuar encapçalant els treballs pioners en neuroanatomia del tàlem i, juntament amb Hermann Oppenheim van publicar les seves descobertes sobre la Paràlisi cerebral hereditària i sobre l'atetosi doble, en el qual ella va fer notar l'aparença clapejada del cos estriat.
El 1922, Cécile i Oskar Vogt van crear el concepte de pathoclisis en la seva investigació amb insectes i el còrtex cerebral humà.Aquesta paraula està formada per la unió de dos termes d'origen grec pathos («malaltia») i clisis («predisposició»); amb ella volien expressar que determinades parts del cervell són les primeres a ser afectades en cas de malaltia, manca d'oxigen o malnutrició. La selectiva vulnerabilitat d'algunes neurones pot ser la causa de certes patologies.
El gener el 1923, tots dos van viatjar a Moscou per participar en el Primer Congrés de Psiconeurologia de Totes les Rússies. Allà van donar una conferència sobre pathoarquitectura i pathoclisis fent, a més, un resum dels seus descobriments sobre el còrtex cerebral aconseguits durant vint-i-cinc anys d'investigació.
Passat l'any 1933 els Vogt van xocar amb la ideologia del Tercer Reich per tenir relacions amb científics russos i per voler defensar la independència dels científics de qualsevol ideologia política. Això va forçar el seu marit a retirar-se de la seva feina a Berlín i es van traslladar a Titisee-Neustadt (Baden-Württemberg), on van continuar la recerca científica a menor escala.

## Fundacions i Institucions de Recerca
El 1898 Oskar i Cécile Vogt van fundar a Berlín una institució privada per a la investigació neurològica, que van anomenar Neurologische Zentralstation, la qual havia estat en un començament (1902) vinculada a l'Institut de Fisiologia de la universitat. Aquesta institució va servir de base per a la formació el 1914 del Kaiser Institut für Hirnforschung, on Oskar va ser director. La tercera institució que van fundar va ser l'Institut Max Planck el 1945.
El 1936 Cécile Vogt va acompanyar el seu marit al sud-oest d'Alemanya i a la localitat de Neustadt van crear l'Institut für Hirnforschung und allgemeine Biologie (Institut de Biologia General i Investigació del Cervell).
El 1959 els Vogt van fundar a Dusseldorf una altra institució de recerca que, des del 1964 va ser adquirit per la universitat, traspassant la major col·lecció del món de fragments cerebrals emprats en investigació.
Malgrat no haver tingut una posició de poder en aquests centres, Adolf Hopf, col·laborador de Cécile Vogt, va destacar la tasca feta per ella com a organitzadora del treball: «...estava familiaritzada amb tots els casos i amb cada secció; sense la seva ajuda molts membres de l'equip d'investigació no haurien estat capaços de fer servir la col·lecció.»

## Altres activitats i honors

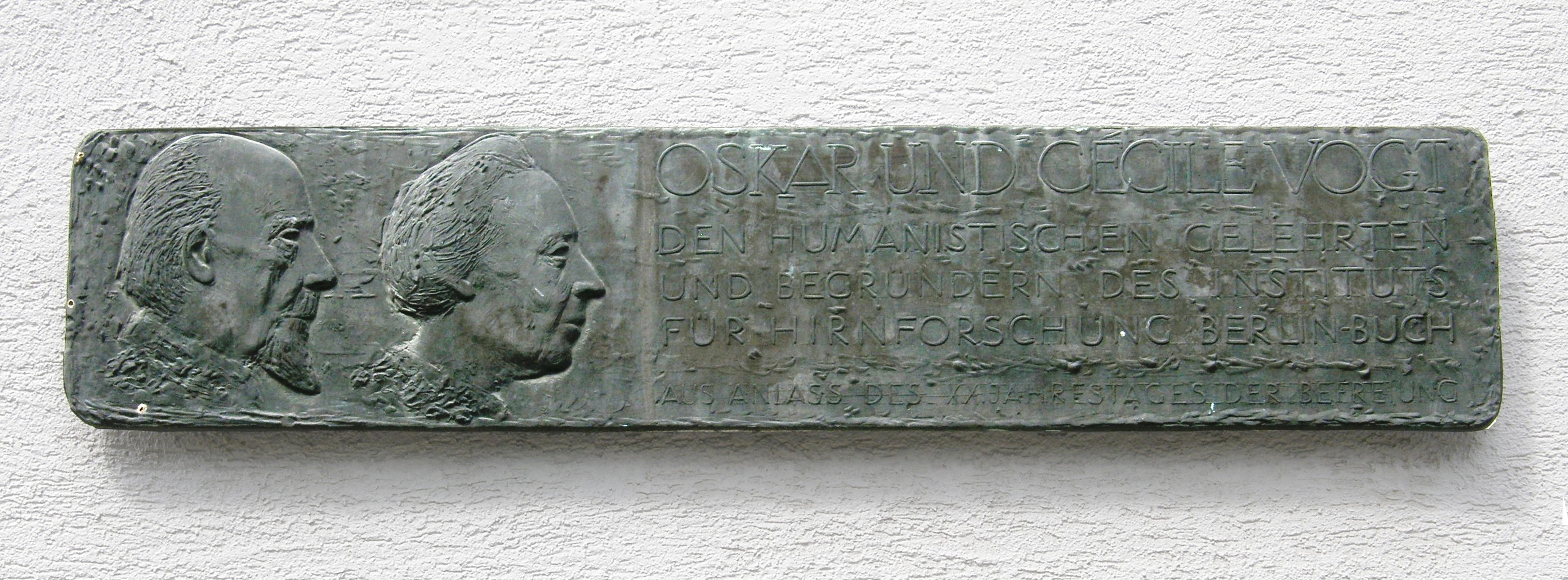
Placa commemorativa dedicada a Oskar i Cécile Vogt a l'Institut de Berlin-Buch, obra de l'escultor Axel Schulz, 1965.

El 1924, Cécile Vogt va ser coeditora amb el seu marit d'una publicació científica: Journal für Psychologie und Neurologie, fins que el 1954 aquesta revista va passar a ser publicada per l'editorial Akademie Verlag i va canviar el seu nom pel de Journal für Hirnforschung .
El 1932 Cécile Vogt va rebre el seu primer reconeixement professional quan ella i el seu marit van ser escollits membres de l'Acadèmia Alemanya de Ciències Leopoldina a la ciutat de Halle, la distinció acadèmica més important d'Alemanya. Entre els membres d'aquesta acadèmia, 169 també tenen el premi Nobel. El 1950, el matrimoni va ser distingit amb el Premi Nacional de Primera Classe de l'Alemanya de l'Est, i aquell mateix any Cécile Vogt va ser nomenada membre de l'Acadèmia de Ciències de Berlín. Cécile va rebre doctorats honorífics de les universitats de Freiburg, Jena i de la Universitat Humboldt de Berlín.
Oskar i Cécile Vogt van ser centre d'atenció quan el novel·lista Tilman Spengler va publicar el 1991 El cervell de Lenin, ja que Oscar Vogt rebia l'encàrrec d'investigar el cervell d'aquell líder després de la seva mort. El 1998, Helga Satzingerva publicar el llibre Die Geschichte der genetisch orientierten Hirnforschung von Cécile und Oskar Vogt in der Zeit von 1895 bis ca. 1927 («La història de la investigació sobre el cervell, sota l'orientació de Cecile i Oskar Vogt des del 1895 fins prop del 1927»), documentant tot el seu treball.
En els darrers anys els Vogt es van dedicar a fer investigacions genètiques a partir d'insectes que havien recollit durant els viatges que feien en les vacances al Caucas, als Balcans, al nord d'Àfrica i a les illes Balears.

## Vida personal

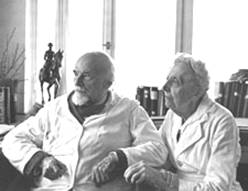
Oskar i Cécile Vogt.

Cécile Vogt va ser mare d'una noia anomenada Claire, que Oskar va adoptar quan es van casar, però que va tornar a França quan es va independitzar.
Amb el seu marit va tenir dues filles més:
- Marthe Vogt (1903–2003), que es va dedicar a la neurofarmacologia i va ser professora a Cambridge.
- Marguerite Vogt (1913–2007), que va començar la seva carrera professional treballant en estudis genètics sobre la mosca Drosophila, després el 1950 es va traslladar als EUA on, juntament amb Renato Dulbecco va desenvolupar mètodes de cultiu del virus de la polio. També va investigar sobre la transformació viral i immortalització de les cèl·lules canceroses.

Quan el seu marit va morir el 1959, es va traslladar a Anglaterra per viure amb la seva filla Marthe.
Sobre la seva personalitat, el neuròleg Igor Klatzo va dir que «tenia un punt de vista sobre les qüestions de la vida força generós i filosòfic, tant en la vida familiar com en el treball quotidià. Era una mestra en l'art de viure, amb el qual sabia donar a qualsevol un bon consell... Ella era probablement la persona més intel·ligent de totes les que he conegut.»